# Юровець
46°31′ пн. ш. 16°20′ сх. д. / 46.52° пн. ш. 16.34° сх. д.
Юровець (хорв. Jurovec) — населений пункт у Хорватії, в Меджимурській жупанії у складі громади Светий Мартин-на-Мурі.

## Населення
Населення за даними перепису 2011 року становило 237 осіб.
Динаміка чисельності населення поселення:

## Клімат
Середня річна температура становить 9,98 °C, середня максимальна – 24,03 °C, а середня мінімальна – -6,52 °C. Середня річна кількість опадів – 795 мм.
| Клімат поселення                              | Клімат поселення | Клімат поселення | Клімат поселення | Клімат поселення | Клімат поселення | Клімат поселення | Клімат поселення | Клімат поселення | Клімат поселення | Клімат поселення | Клімат поселення | Клімат поселення | Клімат поселення |
| Показник                                      | Січ.             | Лют.             | Бер.             | Квіт.            | Трав.            | Черв.            | Лип.             | Серп.            | Вер.             | Жовт.            | Лист.            | Груд.            |                  |
| Середній максимум, °C                         | 5,09             | 7,18             | 11,67            | 16,06            | 20,94            | 24,03            | 23,82            | 23,29            | 19,28            | 13,88            | 8,35             | 4,38             |                  |
| Середня температура, °C                       | −0,71            | 1,38             | 5,88             | 10,26            | 15,15            | 18,22            | 19,92            | 19,38            | 15,37            | 9,98             | 4,44             | 0,47             |                  |
| Середній мінімум, °C                          | −6,52            | −4,42            | 0,06             | 4,44             | 9,36             | 12,40            | 16,01            | 15,48            | 11,46            | 6,08             | 0,54             | −3,44            |                  |
| Норма опадів, мм                              | 36               | 39               | 53               | 62               | 70               | 88               | 92               | 83               | 77               | 69               | 72               | 54               |                  |
| Середньомісячна швидкість вітру, м/с          | 1.90             | 2.12             | 2.50             | 2.58             | 2.40             | 2.12             | 2.10             | 1.82             | 1.83             | 1.85             | 1.97             | 1.99             |                  |
| Середньомісячна сонячна радіація, кДж/м²·день | 3967             | 6727             | 10485            | 14918            | 19021            | 20906            | 21268            | 18532            | 13687            | 8532             | 4421             | 3184             |                  |
| --------------------------------------------- | ---------------- | ---------------- | ---------------- | ---------------- | ---------------- | ---------------- | ---------------- | ---------------- | ---------------- | ---------------- | ---------------- | ---------------- | ---------------- |
| Джерело:                                      |                  |                  |                  |                  |                  |                  |                  |                  |                  |                  |                  |                  |                  |